# پیپروکائین
پیپروکائین (انگلیسی: Piperocaine) یک داروی بی‌حس‌کننده موضعی است که در دهه ۱۹۲۰ یلادی تولید شد و به عنوان نمک هیدروکلراید آن برای نفوذ و بلوک‌های عصبی استفاده شد.